# 烟道气

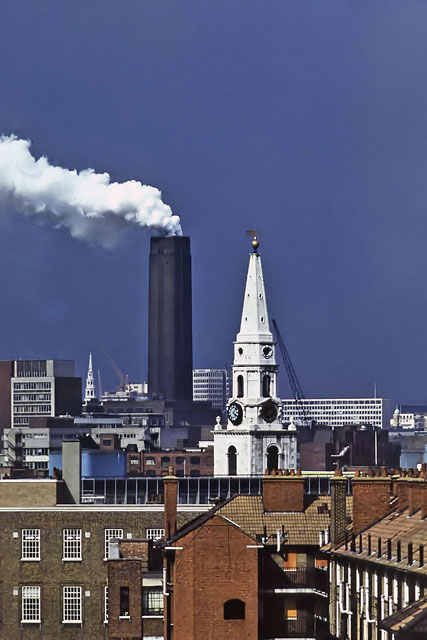
攝於1975年，在英國倫敦班克賽德發電廠（Bankside Power Station）所產生的煙氣。

煙道氣（Flue gas）是通過煙道排出到大氣中的燃燒廢氣。常見的煙道諸如壁爐、烤爐、熔爐、鍋爐或蒸汽發生器輸送的管道等。多數情況下，煙道氣是指在鍋爐產生的燃燒廢氣，其主要成分包含氮氣、二氧化碳、水蒸氣、未燃燒的氧氣和其他化學物質。其中包含的其他化學物質取決於燃料種類和燃燒條件，通常會含有一氧化碳、氮氧化物及硫氧化物（如二氧化硫）等，以及固體懸浮物。

## 影響

### 對蒸汽冷凝傳熱的影響
高溫蒸汽與低溫物體接觸時，蒸汽會將潛熱傳給壁面而自身冷凝。該過程稱為冷凝傳熱。純蒸汽冷凝時，蒸汽主要以液珠的形式冷凝在金屬上；隨著煙道氣比例增加，冷凝塊上逐漸有液膜鋪展。這種以液珠為主的冷凝方式稱為滴狀冷凝，而以液膜為主的冷凝方式稱為膜狀冷凝。研究發現，冷凝液珠在純蒸汽冷凝時頻繁脫落，而隨著氣水比增大，冷凝液的滴落頻率降低。這說明隨著混合蒸汽中煙道氣比例的增加，蒸汽冷凝方式由滴狀冷凝，逐漸過渡為膜狀冷凝，冷凝效率逐漸下降。
煙道氣能抑制蒸汽冷凝傳熱，因為氣體聚集在低溫物體表面時，會形成氣膜，增大高溫蒸汽與低溫物體間的傳熱阻力，使蒸汽傳熱系數減小，同時降低冷凝效率。